# ویلسه
ویلسه (به ایتالیایی: Villesse) یک کومونه در ایتالیا است که در استان گوریتزیا واقع شده‌است. ویلسه ۱۱٫۸ کیلومتر مربع مساحت و ۱٬۵۶۰ نفر جمعیت دارد و ۱۸ متر بالاتر از سطح دریا واقع شده‌است.